# Federazione svizzera dei lavoratori metallurgici e orologiai
La Federazione svizzera dei lavoratori metallurgici e orologiai (in tedesco Schweizerischer Metall- und Uhrenarbeiterverband, SMUV; in francese Fédération suisse des travailleurs de la métallurgie et de l'horlogerie, FTMH), in breve FMLO, è stato un sindacato svizzero, attivo dal 1915 al 2004.

## Storia
Il sindacato fu fondato nel 1915, quando l'associazione sindacale svizzera dei metallurgici si fuse con la federazione dei lavoratori dell'industria orologiera, che si era indebitata a seguito di uno sciopero fallito. Il sindacato crebbe rapidamente durante la prima guerra mondiale, con un picco di 85.000 iscritti nel 1919, per poi scendere a 43.000 membri nel 1925. Questo fu un periodo difficile per il sindacato, che perse i suoi contratti collettivi, rinunciò agli scioperi ed espulse i suoi membri comunisti, ma fu in grado di ampliare l'assicurazione contro la disoccupazione.
Sotto la lunga guida di Konrad Ilg, tuttavia, il sindacato ricominciò a crescere rapidamente dopo la seconda guerra mondiale. Gli iscritti raggiunsero un nuovo picco di 145.000 membri nel 1972. Nel 1992 la federazione assorbì il Sindacato svizzero dei lavoratori dell'abbigliamento, della pelle e delle attrezzature, rinominandosi Sindacato per l'industria, il commercio e i servizi, pur mantenendo le abbreviazione storiche SMUV, FTMH, FMLO.
Nel 1998 il sindacato contava 95.315 membri, di cui il 91% operava nell'industria metalmeccanica e il restante in vari settori. Nel 2004 si fuse con l'Federazione svizzera dei lavoratori del commercio, dei trasporti e dell'alimentazione e la Federazione dell'Edilizia e dell'Industria per formare un nuovo e più grande sindacato, denominato UNIA.